# Barrio de Guadalupe, Cañada Morelos
Barrio de Guadalupe är en ort i Mexiko.   Den ligger i kommunen Cañada Morelos och delstaten Puebla, i den sydöstra delen av landet, 200 km öster om huvudstaden Mexico City. Barrio de Guadalupe ligger 2 430 meter över havet och antalet invånare är 210.
Terrängen runt Barrio de Guadalupe är varierad. Runt Barrio de Guadalupe är det ganska tätbefolkat, med 96 invånare per kvadratkilometer. Närmaste större samhälle är Maltrata, 12,4 km öster om Barrio de Guadalupe. Omgivningarna runt Barrio de Guadalupe är en mosaik av jordbruksmark och naturlig växtlighet.